# Hágalo usted mismo (álbum)
Hágalo usted mismo es el sexto álbum de estudio de la banda chilena Los Tres, editado el 3 de julio de 2006. Representa el regreso a la escena musical de una de las bandas más trascendentales del rock latinoamericano.
Si bien la formación no es la misma que desde su retiro (el baterista original Francisco Molina, no participó del reencuentro), la propuesta sigue siendo básicamente la misma, rescatar los ritmos blueseros y rock'n'rolleros tan olvidados hoy en día. 
El disco, en términos sonoros, marca una cierta continuidad con La sangre en el cuerpo (1999), el último disco de estudio de Los Tres previo a su separación. Su sonido blusero más reconocible viene de la mano de «Camino», su primer sencillo, mientras que «Cerrar y abrir», el segundo corte, es una balada que, sin perder el sonido característico de la banda, sorprende por su novedad. El tercer sencillo corresponde a «Hágalo usted mismo», con un videoclip notablemente novedoso y bien trabajado.
Otras canciones que han sido muy frecuentemente tocadas por la banda en sus recitales, han sido «No es cierto», «Agua bendita», y «Bip-bip».
En Chile el álbum suscitó una gran expectativa y logró mucho éxito (llegando a los primeros lugares en cuestión de horas). La banda presentó el disco en un concierto doble en Arena Santiago, que marcó asimismo el retorno de Los Tres a los escenarios. Ambos conciertos resultaron un gran éxito y marcaron el inicio de una gira de Los Tres por ciudades como Viña del Mar y Concepción.
La grabación se realizó en EE. UU. con la colaboración y producción de Emmanuel del Real, tecladista de Café Tacvba, quien también tocó en los dos conciertos en Santiago, además de la participación de músicos invitados como los bateristas Manuel Basualto y Steve Jordan.
Otro dato importante es que Hágalo usted mismo fue elegido el mejor disco latino del 2006 por el periódico Daily News.

## Lista de canciones
| N.º   | Título                                           | Escritor(es)     | Duración |  |
| 1.    | «No es cierto» (Inspirado en Augusto Pinochet)   | Henríquez, Lindl | 4:18     |  |
| 2.    | «Alguien como tu»                                | Henríquez, Lindl | 3:29     |  |
| 3.    | «Agua bendita»                                   | Henríquez, Parra | 3:00     |  |
| 4.    | «Camino» (Primer sencillo del álbum)             | Henríquez        | 3:03     |  |
| 5.    | «Viento»                                         | Henríquez        | 3:14     |  |
| 6.    | «Hágalo usted mismo» (Tercer sencillo del álbum) | Henríquez, Parra | 4:24     |  |
| 7.    | «Cerrar y abrir» (Segundo sencillo del álbum)    | Henríquez        | 4:14     |  |
| 8.    | «Ruina»                                          | Henríquez        | 3:35     |  |
| 9.    | «Bestia» ("Dedicado" a Manuel Contreras)         | Henríquez        | 3:49     |  |
| 10.   | «Bip Bip»                                        | Henríquez, Lindl | 3:51     |  |
| 36:57 |                                                  |                  |          |  |

## Músicos

### Los Tres
- Álvaro Henríquez – Voz, Guitarras, Teclados
- Ángel Parra – Guitarras, Guitarrón, Tormento, Coros
- Roberto "Titae" Lindl – Bajo, Contrabajo, Teclados

### Invitados
- Gilles Marie – Guitarra
- Emmanuel del Real – Teclados, Efectos, Coros
- Kenny White – Piano
- Joselo Osses – Piano, Caja, Pandero
- Eyvind Kang – Viola
- Jane Scarpantoni – Chelo
- Doug Wieselman – Flauta, Clarinete bajo
- Steve Jordan – Batería
- Manuel Basualto – Batería, Percusión
- Rodolfo Henríquez ("el primo") – Platos, acordeón
- Marcelo Cicali – Recetas